# Quillacollo (provincie)
Quillacollo is een provincie in het departement Cochabamba in Bolivia. De provincie heeft een oppervlakte van 720 km² en heeft 335.393 inwoners (2012). De hoofdstad is Quillacollo.
Quillacollo is verdeeld in vijf gemeenten:
| # | Gemeente    | Inwoners (2001) | Hoofdstad   | Inwoners (2001)¹ |
| - | ----------- | --------------- | ----------- | ---------------- |
| 1 | Quillacollo | 104.206         | Quillacollo | 74.980           |
| 2 | Sipe Sipe   | 31.337          | Sipe Sipe   | 3.134            |
| 3 | Tiquipaya   | 37.791          | Tiquipaya   | 26.732           |
| 4 | Vinto       | 31.489          | Vinto       | 14.180           |
| 5 | Colcapirhua | 41.980          | Colcapirhua | 41.637           |

¹) INE, census 2001
Arani · 
Arque · 
Ayopaya · 
Bolívar · 
Capinota · 
Carrasco · 
Cercado · 
Chapare · 
Esteban Arce · 
Germán Jordán · 
Mizque · 
Narciso Campero · 
Punata · 
Quillacollo · 
Tapacarí · 
Tiraque